# Антропонимика
Антропони́мика (греч. ἄνθρωπος — человек и ὄνομα — имя) — раздел ономастики, изучающий антропонимы — имена людей (принимающие различные формы, например: Елизавета II, Игорь Кио, Танг Тует Минь, Пеле) и их отдельные составляющие (личные имена, отчества, фамилии, прозвища, псевдонимы и т. п.); их происхождение, эволюцию, закономерности их функционирования.
Антропонимика вычленилась из ономастики в 1960-1970-е годы, до этого вместо термина «антропонимика» использовался термин «ономастика». Эта наука изучает информацию, которую может нести имя: характеристику человеческих качеств, связь лица с отцом, родом, семьёй, информацию о национальности, роде занятий, происхождении из какой-либо местности, сословия, касты. Антропонимика изучает функции антропонима в речи — номинацию, идентификацию, дифференциацию, смену имен, которая связана с возрастом, изменением общественного или семейного положения, жизнью среди людей другой национальности, вступлением в тайные общества, переходом в другую веру, табуированием и др.

## Английская антропонимика
Традиционно в англоговорящих странах ребёнок при рождении получает два имени: личное имя (первое имя) и среднее имя. Порядок следования имени и фамилии фиксированный, фамилия следует за именем в подавляющем большинстве случаев, кроме алфавитных списков. При замужестве женщина берёт фамилию мужа.

## Венгерская антропонимика
Фамилия ставится перед именем. Личные имена выбираются из числа официально разрешённых, ударение всегда на первом слоге.

## Греческая антропонимика
Греческая система имён состоит из трёх частей, идущих в следующем порядке: индивидуальное имя, имя отца в родительном падеже, фамилия. При замужестве женщина меняет отчество на отчество мужа и фамилию на фамилию мужа также в родительном падеже.

## Древнеримская антропонимика
В классическое время в Римской республике и Римской империи полное мужское имя обычно состояло из трёх компонентов: личного имени (преномена), родового имени (номена) и индивидуального прозвища или наименования ветви рода (когномена). Наиболее употребительным было небольшое число личных имен. Женщины личных имён не имели, женским именем была женская форма родового имени. При замужестве женщина сохраняла своё имя с добавлением когномена мужа.

## Иберийская антропонимика
Испанские имена состоят из трёх основных элементов: как правило, двух личных имён, даваемых родителями при рождении, и двух фамилий — отцовской (первая фамилия) и материнской (вторая фамилия). При замужестве фамилии супругов сохраняются. Португальская антропонимика отличается от испанской порядком фамилий: первой считается фамилия матери, второй — отца.

## Китайская антропонимика
Китайская система именования является основой для всех традиционных способов именования людей в странах Восточной Азии. Характерной чертой является наличие сравнительно небольших списков возможных вариантов фамилий, подобных Байцзясин («Сто фамилий»), позволяющих судить о фактической кодифицированности китайской фамилии.

## Исландская антропонимика
Исландское имя состоит из личного имени, отчества (патронима) и в очень редких случаях — фамилии. Отчество состоит из имени отца в родительном падеже и слова «сын» (исл. son) для мужчин или «дочь» (исл. dóttir) для женщин. Иногда вместо патронима используется матроним, образованный от имени матери. Для полных тёзок по имени и отчеству применяется отчество второго порядка (по имени деда). Имена выбираются из официально разрешённых. При вступлении в брак имена супругов не изменяются. Фамилии как правило имеют лишь исландцы иностранного происхождения.

## Русская антропонимика
Кроме того, известно несколько исторических примеров использования матронимов, например, в имени князя Галицкого Олега Настасьича (1161—1188), сына князя Ярослава Осмомысла и его любовницы Настасьи.
В начале XX века Павел Флоренский составил философский труд «Имена», в котором рассматривал русские имена с исторической, литературной и метафизической точек зрения. Павел Флоренский составил подробное описание 16 имён, восьми мужских и восьми женских: Александр и Александра, Алексей и Анна, Владимир и Ольга, Василий и Софья, Николай и Екатерина, Павел, Константин, Михаил, Елена, Вера, Людмила.
Разработкой основных вопросов антропонимики занимались Василий Бондалетов, Николай Баскаков, Сергей Зинин, Ю. А. Карпенко, Ирина Кюршунова, В. Н. Михайлов, Александр Реформатский, В. П. Морошкин, Н. А. Петровский, Елена Полякова, Афанасий Селищев, Сергей Смольников, Александра Суперанская, Олег Трубачёв, Николай Тупиков, Юлия Чайкина, Василий Чичагов, Лев Успенский.
Российская антропонимика в 1980-1990-е годы пополнилась работами Ирины Ганжиной, Михаила Горбаневского, Ю. А. Карпенко, И. А. Королёвой, Т. Н. Кондратьевой, В. А. Никонова, Н. Н. Парфёновой, Н. В. Подольской, Бориса Унбегауна, Н. К. Фролова. В последние десятилетия российских учёных интересуют вопросы становления региональной антропонимики. Только введение в научный оборот множества текстов различных территорий, включающих значительное количество личных имён и фамилий, поможет представить реальную картину формирования антропонимической системы в целом.

## Тибетская антропонимика
Тибетская система имён отличается от китайской и ориентирована в большей степени на Индию. В Тибете нет фамилий. Многие имена являются калькой с санскрита, но есть и традиционные (напр.: Дава (тиб. луна, понедельник), Ньима (тиб. солнце, воскресенье)). Выбор имени происходит с участием астролога или духовного наставника. О значении астрологии в тибетской антропонимике может говорить тот факт, что количество фонетических вариантов тибетского слога приблизительно равно количеству дней в году.

## Японская антропонимика
Как и в большинстве восточно-азиатских культур, японское имя, как правило, состоит из родового имени (фамилии) и следующего за ним личного имени. Муж и жена должны выбрать одну из двух своих фамилий, но обязательно одну и ту же, но в подавляющем большинстве случаев жена берёт фамилию мужа. Выбор имени ничем не ограничен, и родители вправе самостоятельно изобретать новые имена, используя разрешённые для этого иероглифы.

## Поэтическая антропонимика
Личные имена собственные, использованные в художественном тексте. Вместо термина «поэтическая антропонимика» часто употребляют термин «литературная антропонимика» и «стилистическая антропонимика».